# Canon EOS-1D Mark III
De Canon EOS 1D Mark III is een 10 megapixel-spiegelreflexcamera voor professionele fotografen. Het is de opvolger van de Canon EOS-1D Mark II N uit 2005.
The EOS 1D Mark III heeft de volgende kenmerken:
- 28,1 × 18,7 mm CMOS sensor
- 10,1 megapixel
- Dual DIGIC III imageprocessors
- Canon EF-objectiefvatting (geen EF-S)
- 45-punts TTL-AREA-SIR autofocus met CMOS-sensor
- 100–3200 filmgevoeligheid (deze kan worden uitgebreid van 50 tot 6400)
- 30–1/8000 sec. sluitertijd en bulb
- Automatische witbalans
- 230 000 pixels, 76 mm kleuren tft-liquid-crystalmonitor met circa 100% dekking (voor JPEG-afbeeldingen)
- Live preview op het lcd-scherm aan de achterzijde.
- 10 frames per seconde continuous shooting (JPEG: max. 110 frames, RAW: max. 30 frames)
- Afmetingen (BxHxD): 156 × 157 × 80 mm
- Gewicht (alleen body): Ongeveer 1155 g